# American Anti-Slavery Society

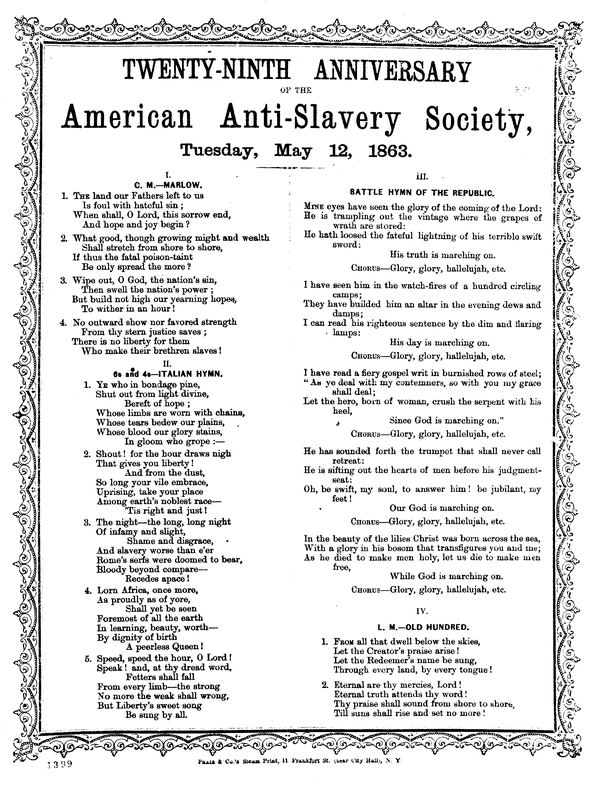
Flugblatt zur 29. Versammlung am 12. Mai 1863 in New York City

Die American Anti-Slavery Society (dt.: Amerikanische Anti-Sklaverei-Gesellschaft) war eine 1833 von William Lloyd Garrison und Arthur Tappan gegründete US-amerikanische Gesellschaft, die sich für die Befreiung der Sklaven einsetzte.

## Geschichte
1831 gründeten die Brüder Arthur und Lewis Tappan die erste Anti-Slavery Society in New York.
Am 1. Januar 1832 gründete William Lloyd Garrison in Philadelphia die New-England Anti-Slavery Society, welche sich bald über alle Neuenglandstaaten ausbreitete. Ähnliche Gesellschaften bildeten sich in anderen Städten. Am  3. Dezember 1833 hielten deren Anhänger ihre erste größere gemeinsame Versammlung in Philadelphia ab, worauf sie sich zur American Antislavery Society vereinigten.
1835 gehörten der Gesellschaft etwa 150.000 Anhänger an. 1839 spaltete sich eine Gruppe von Mitgliedern ab, da es wegen diverser Punkte zum Streit gekommen war. Dazu gehörten unter anderem Fragen zum Thema Anarchismus, Frauenbewegung, Religionsfeindlichkeit. 1840 gründeten ehemalige Mitglieder die Gruppe American and Foreign Anti-Slavery Society, darunter waren die Brüder Arthur und Lewis Tappan, Samuel Cornish und Theodore S. Wright. Diese abgespaltete Gruppe lehnte zum Beispiel die Gleichberechtigung von Frauen ab. Diese Spaltung behinderte das Wachstum der American Anti-Slavery Society nicht. 1840 waren 250.000 Menschen Mitglied der AASS, darunter etwa die Schriftstellerin Lydia Child, die Frauenrechtlerinnen Susan B. Anthony, Amelia Bloomer oder der bekannte Abolitionist Wendell Phillips.
Unterstützung bekamen sie auch von der Religionsgemeinschaft der Quäker.
Die ehemaligen Sklaven Frederick Douglass und William Wells Brown waren die bekanntesten Mitglieder, die in deren Versammlungen oft als Redner auftraten.
Die Gesellschaft, die ihr Hauptquartier in New York City hatte, hatte etwa 1000 Mitarbeiter und gab 20 verschiedene Zeitschriften heraus, darunter den National Anti-Slavery Standard.
Nach dem Amerikanischen Bürgerkrieg und dem Ende der Sklaverei wurde die Gesellschaft 1870 aufgelöst.

## Mitglieder
Weitere bekannte Mitglieder waren: Elizabeth Cady Stanton, James G. Birney, Lucretia Mott, Lucy Stone, Augustine Clarke und John Greenleaf Whittier.